# Педемонте (Верона)
Педемонте је насеље у Италији у округу Верона, региону Венето.
Према процени из 2011. у насељу је живело 3111 становника. Насеље се налази на надморској висини од 113 м.